# Byrnes Mill
Byrnes Mill es una ciudad ubicada en el condado de Jefferson en el estado estadounidense de Misuri. En el Censo de 2010 tenía una población de 2781 habitantes y una densidad poblacional de 204,1 personas por km².

## Geografía
Byrnes Mill se encuentra ubicada en las coordenadas 38°26′25″N 90°34′27″O / 38.44028, -90.57417. Según la Oficina del Censo de los Estados Unidos, Byrnes Mill tiene una superficie total de 13.63 km², de la cual 13.31 km² corresponden a tierra firme y (2.34%) 0.32 km² es agua.

## Demografía
Según el censo de 2010, había 2781 personas residiendo en Byrnes Mill. La densidad de población era de 204,1 hab./km². De los 2781 habitantes, Byrnes Mill estaba compuesto por el 97.38% blancos, el 0.25% eran afroamericanos, el 0.5% eran amerindios, el 0.29% eran asiáticos, el 0.04% eran isleños del Pacífico, el 0.54% eran de otras razas y el 1.01% pertenecían a dos o más razas. Del total de la población el 1.4% eran hispanos o latinos de cualquier raza.